# 有馬持家
有馬 持家（ありま もちいえ、応永3年（1396年）? - 宝徳2年（1450年）?）は、室町時代中期の武将。摂津有馬氏の当主。通称は兵部少輔。有馬義祐の子。子に元家。赤松満祐、満政とは従兄弟。
有馬氏は摂津国有馬郡を領して将軍の近習を務め、本家の赤松氏とは別に室町幕府に直勤していた。
初名は教実（のりざね）、のち第4代将軍足利義持より偏諱を受けて持家と改名。前述の通り赤松氏の分家であることから、姓は赤松とも。
永享元年（1429年）頃から6代将軍足利義教（義持の弟）の御伴衆となる。嘉吉元年（1441年）の嘉吉の乱直後も本家である赤松満祐方には与せず、山名宗全率いる幕府側の赤松追討軍に加わったとみられる。その後、新たに播磨守護を兼ねた宗全が持家の従兄弟・赤松満政の領する播磨東3郡を侵食すると、満政は怒り挙兵するが敗北。逃亡した満政は持家を頼る。持家は一度は満政に呼応し挙兵するが敗れ、満政父子を討ち取り幕府へ帰順するが、態度を咎められ隠居した。
8代将軍足利義成（後の義政）に近侍し、その寵臣となったと言われ、義政の乳母今参局（御今）および義政の母日野重子の従弟烏丸資任と共に義政側近の有力者として知られ、「三魔」と並び称されたという（おいま、からすま、ありまと、「ま」がつく3人）。相国寺の瑞渓周鳳の日記『臥雲日件録』康正元年1月6日（1455年1月23日）条には「政は三魔より出づ」と記されている。
ただし、他の2人と異なり、持家に関しては特に専横の振る舞いは記録されておらず、義政側近中の「ま」がつく人ということで数合わせとして挙げられたとも考えられる。また、『康富記』宝徳2年正月21日条に死去の情報を載せている「赤松有馬入道」を持家のこととする説があり、そうなると義政将軍期としては時期が合わない。その事から近年では子の元家が三魔の一人であると言われている。